# Гетия, Шота Дмитриевич
Шота́ Дми́триевич Ге́тия (груз. შოთა დიმიტრიევიჩ გეტია; 1904, с. Джихашкари, Зугдидский уезд, Кутаисская губерния, Российская империя — 1984) — советский государственный и партийный деятель. Участник Великой Отечественной войны, секретарь Гагрского районного комитета КП (б) Грузии. Герой Социалистического Труда (21.02.1948).

## Биография
Родился в 1904 году в селе Джихашкари Зугдидского уезда Кутаисской губернии Российскаой империи (ныне — Зугдидский район Грузии).
В апреле 1926 года вступил в ряды ВКП(Б), с начала 1930-х годов — на партийной работе. С 1938 года заведовал отделом пропаганды и агитации Потийского городского комитета КП(б) Грузии, затем работал секретарём, а позже и вторым секретарём Потийского городского комитета КП(б) Грузии.
Участник Великой Отечественной войны. В начальный период Великой Отечественной войны батальонный комиссар 390-й стрелковой дивизии Закавказского фронта. Из 10 252 военнослужащих, имевшихся в дивизии после формирования 8979 раньше никогда не держали в руках оружия. Большую часть рядового состава составляли крестьяне армянской и азербайджанской национальностей, тогда как младшие командиры и политруки были русскими и грузинами, в их числе был и Гетия.
Войдя в состав 51-й армии первоначально соединение было задействовано на обороне Черноморского побережья. Гетия занимался организацией построения линии обороны, за что был награждён орденом Красной Звезды. Затем принимал участие в Керченско-Феодосийской десантной операции (26.12.1941-02.01.1942), в районе Феодосии и в дальнейшем воевал в Крыму. Был ранен.
После демобилизации с 1943 года — секретарь Гюльрипшского районного комитета КП(б) Грузии, затем 1-й секретарь Гагрского районного комитета КП(б) Грузии.
По итогам работы в 1947 году секретарь Гагрского райкома Ш. Д. Гетия обеспечил своей работой перевыполнение в целом по району планового сбора урожая кукурузы на 23,4 процента.
Указом Президиума Верховного Совета СССР от 21 февраля 1948 года за получение высоких урожаев кукурузы и пшеницы в 1947 году Гетия Шоте Дмитриевичу присвоено звание Героя Социалистического Труда с вручением ордена Ленина и золотой медали «Серп и Молот».
По итогам работы в 1948 году Гагрский район вышел в передовые по сбору чайного листа. 24 колхозных чаевода были удостоены звания Героя Социалистического Труда, а секретарь райкома Гетия награждён вторым орденом Ленина.
С октября 1948 года по декабрь 1951 года — 2-й секретарь Абхазского областного комитета КП(б) Грузии С декабря 1951 по 21 апреля 1953 — 1-й секретарь Абхазского областного комитета КП Грузии.
Депутат Верховного Совета Грузинской ССР 2 созыва. Делегат XIX съезда КПСС (1952). До 14 апреля 1953 член Бюро ЦК КП Грузии.
В июне 1953 года, после ареста Л. П. Берии отстранён от должности. В декабре того же года после расстрела Берии исключен из КПСС.
Дальнейшая судьба неизвестна.
Скончался в 1984 году.

## Награды
- Золотая медаль «Серп и Молот» (21.02.1948)
- Орден Ленина (21.02.1948)
- Орден Ленина (03.05.1949)
- Орден Красной Звезды (04.02.1946)[4]
- Орден Знак Почёта (07.01.1944)
- Медаль «За оборону Кавказа»[5]
- Медаль «За доблестный труд»
- Медаль «За победу над Германией в Великой Отечественной войне 1941—1945 гг.» (9 мая 1945[6])(11.06.1946)[5]

## Память
- На могиле установлен надгробный памятник.
- Его имя увековечено в Главном Храме Вооружённых сил России, и навсегда запечатлено на мемориале «Дорога памяти»